# 会社は学校じゃねぇんだよ 新世代逆襲編
『会社は学校じゃねぇんだよ 新世代逆襲編』（かいしゃはがっこうじゃねぇんだよ しんせだいぎゃくしゅうへん）は、2021年10月21日からAbemaTVで配信されているテレビドラマである。全8話。

## 概要
ABEMAが制作する完全オリジナルドラマである。主演は野村周平。初の連続ドラマとなる藤井夏恋がヒロインとして出演。成功を夢見て邁進する若手起業家の、”すべてを奪われてから始まる”下克上物語。何者かになりたくて、仕事、恋、夢、人生に一生懸命になって苦悩する全ての若者におくる、リベンジサクセスストーリーとなっている。
前作の「会社は学校じゃねぇんだよ」は企画者でサイバーエージェント代表取締役社長藤田晋の著書『渋谷ではたらく社長の告白』（幻冬舎文庫）を下敷きに「夢・恋愛・金・友情」を主題にした反逆と成功の物語を熱く描く。三浦翔平は、本作でドラマを初主演した。
前作同様、脚本を手掛けるのは鈴木おさむ。監督は藤井道人。

## あらすじ
第1話
学生ビジネスコンテストに優勝した鶴田 裕介は、ビジコン仲間の佐藤 健吾と共に就職せずに起業し、『株式会社ファインドバリュー』を立ち上げる。自社のECサイトを通じて製品を顧客に直接販売する「D2C業界」に目をつけた2人は、起業準備を進めていく。
一方で、祐介の恋人である常田 智美は、祐介の憧れている藤村 鉄平が率いる上場企業『サイファークリエイション』へ就職する。藤村が開いた社内交流会に突撃した祐介は、度胸とやる気に免じてわずかな時間を与えられ、自分たちが練り上げてきた企画「D2Cパーク」を熱意を込めてプレゼンし、3000万円の出資を勝ち取る。
しかしその直後、藤村がサイファー子会社で「D2C事業」を立ち上げ、その社長として智美を指名したことを知る。祐介は裏切り行為だと罵るが、藤村は「会社は学校じゃねぇんだよ！」と怒鳴り、両社はライバルとして競い合うことになる。
第2話
大手インフルエンサー事務所「遊遊社」の社長・谷沢を尾行して企画書を手渡した祐介は、競合であるサイファー子会社「C-LIFE」とプレゼンで競いあうことになる。結果的に祐介はプレゼンに敗れ、遊遊社は「C-LIFE」と業務提携する。
そんな中、祐介の父親で「鶴鞄」の社長・鶴田啓介が脳梗塞で倒れ、藤村は鶴鞄の買収をして「D2Cのブランド商材」として扱おうと計画する。祐介は父親の意志を組んで、会社売却を決める。
第3話
D2Cプラットフォーム「D2Cパーク」を形にするべく健吾は、韓国ドラママニアの凄腕エンジニア・大松エリをヘッドハンティングすることに成功する。
そんな中、D2C商材として鞄を選択した両社は、縫製工場の「グッドマン」を巡って激しく争う。C-LIFE社長の智美は、なかば脅迫紛いにグッドマンに独占契約を迫り、ファインドバリューから縫製工場を奪う。それがキッカケになり、二人は別れることになる。
第4話
事務所を解雇されたという噂のモデルの一花を、祐介はインフルエンサーとして契約しようと動き出す。横暴な態度で「1億円の契約料」を提示された祐介は、一花の行きつけのバーに連日張り付き、一花の情報を探ろうとする。
一花が実は繊細な心の持ち主であり、それを隠すために横暴な態度や投稿をしていたことを知った祐介は、一花に「床に落ちたパスタを食べろ」と言われてそれを実行して、信頼を得て契約金なしでの契約を勝ち取る。しかし相棒の健吾は、それに反対して2人は決裂する。その夜、祐介は交通事故によって重体となる。
第5話
健吾とはケンカして交通事故に遭い、すべてを失って失意のどん底の祐介に、藤村は見舞いに訪れて活を入れ、祐介は心に再び火を燃えあがらせる。
リハビリ後に仕事に復帰した祐介は、一花の話からアイデアを思いつき、D2Cパークの商材としてヨガ教室などをオンライン上で教える「体験を売る」という切り口を見出す。
第6話
祐介たちは『ファインドバリュー』は、大松エリの兄で、サイファーの元エンジニアだった堀田 貴之を仲間に加え、急ピッチで開発をしていく。100人の体験型インフルエンサーを集めた祐介たちは、数か月後に「PARKS」を発表する。
会社は成長を遂げていき、スタッフ数を増やしてビジネスを軌道に乗せていく。しかし、大企業「超楽」の社長・大友が『ファインドバリュー』の会社買収を申し出てくる。あまりに無礼な態度に健吾は激高して、禍根を残すことになる。超楽はアメリカの「体験型D2Cサービス」を買収して日本上陸させ、「PARKS」に真っ向勝負を挑んでくる。
第7話
超楽の部下・山野とケンカをして戦争することになった祐介たちは、登録者100万人のユーザーを得るため「無料キャンペーンの実施」という攻めへと転じようとする。祐介から「20億円の出資」の申し出を受けた藤村は、COO (最高執行責任者)に経験豊富な信頼できる人間を入れることという条件を提示する。
現COOの健吾は、旧知のコンサルタント・火高に頼み込み、新COOとして招き入れる。COO交代という痛みを引き受けたファインドバリューに対して、藤村は「30億円の出資」を決める。
第8話
ファインドバリューの猛攻勢によって、「超楽」はD2C事業からの撤退していく。プロジェクトを成功させた火高は、COOの座を健吾に返して、ファインドバリューから去る。その一方、「C-LIFE」の社長の智美は、無理を続けた結果に体調を崩して倒れ、社長交代となる。
オンライン対談の場で、サイファーの藤村と対談することになった祐介は、「C-LIFEを売ってほしい」と発言。藤村を挑発して、藤村の攻めの姿勢を取り戻さる。「C-LIFE」はファインドバリューに事業譲渡され、祐介は父親の会社であった「鶴鞄」を取り戻す。
退院した智美にプロポーズした祐介は、サイファーを超えるべく1年以内の上場を目標に、「グローバル企業」を目指すことを宣言したところで、物語は終わりを告げる。

## キャスト

### 主要キャスト
鶴田 裕介
演 - 野村周平
主人公。イタいくらいにアツく成功を夢見て邁進する若手起業家。学生時代はビジネスコンテストに優勝し、父親も100年続く老舗の鞄ビジネスを成功させている一般的には“優秀”の部類に入るスーパー大学生。D2Cプラットフォーム会社「ファインドバリュー」を立ち上げる。
常田 智美
演 - 藤井夏恋
仕事と恋に揺れる新卒社員。祐介（野村周平）と健吾（佐野玲於）と同じ大学の同級生。学生時代は、彼らとともにビジコンに参加するなど、ビジネスに強い関心があった。大学卒業後は、藤村鉄平（三浦翔平）が社長を務める『サイファークリエーション』に入社。
佐藤 健吾
演 - 佐野玲於
仲間想いの頼れるNo.2。祐介（野村周平）と智美（藤井夏恋）と同じ大学の同級生。就活時は大手広告代理店から内定をもらっていたが、祐介の熱弁に心打たれ、ともに「ファインドバリュー」で起業することを決意。病気を患い介護が必要な母と二人暮らしをしている。
水川 雪子
演 - 中村ゆりか
『サイファークリエーション』新卒社員。智美（藤井夏恋）と同期入社。智美とは、ときに協力し、ときに励ましあいながら、ビジネスマンとして、また友人として切磋琢磨し成長する関係に。また、雪子は前作『会社は学校じゃねぇんだよ』にて鉄平に恋心を寄せながらも、非業の死を遂げた水川華子の妹でもある。
大松 エリ
演 - 平祐奈
凄腕の天才ハッカー。とある韓流アイドルの大ファンで、彼の文句をSNSで言っている奴を全員ハッキングして攻撃した過去も。
松本 尊
演 - 前田公輝
冷静沈着な鉄平（三浦翔平）の側近。鉄平に才能を買われ、真面目で几帳面な性格ながら、鉄平の右腕として鉄平のことを理解し支える存在。のちに常田智美（藤井夏恋）の教育係となる。

### 前回からのキャスト
藤村 鉄平
演 - 三浦翔平
『サイファークリエーション』社長。時代をつくった起業家のひとり。学生時代に渋谷で会社『渋通』を設立して社長をしていた元ギャル男。社長となる。『サイファークリエーション』が軌道に乗った現在は、若手起業家の育成にも力を入れており、祐介（野村周平）らの事業に関しても投資を行う
火高 拓海
演 - 早乙女太一
鉄平と共にビッドバレーエージェントを辞め、共に起業する。サイファークリエーションの設立メンバー。現在は、独立し、コンサル会社社長。
モデルはサイバーエージェントの共同創業者・日高裕介。
堀田 貴之
演 - 柄本時生
天才プログラマー。投資家、森永泰三と仲がいい。上場後、面白いこと求めてアメリカにいくが、帰国し、ファインドバリューのサービス立ち上げを手伝う。大松エリ（平祐奈）の兄である。モデルは堀江貴文。

## スタッフ
- 企画 - 藤田晋
- 脚本 - 鈴木おさむ
- 主題歌 - AK-69「Forever Young feat.UVERworld」「If I Die feat. ZORN」
- 監督 - 藤井道人、原廣利、逢坂元、山田卓司
- プロデューサー - 谷口達彦（ABEMA）、小出亮太（ABEMA）、瀬崎秀人（ROBOT）
- 制作プロダクション - ROBOT
- 製作著作 - AbemaTV

## 配信日程
| 配信開始日      | 話数  | サブタイトル                                  | 監督     | 時間 |
| --------------- | ----- | --------------------------------------------- | -------- | ---- |
| 2021年 10月21日 | 第1話 | 宣戦布告！全部まとめて奪ってやる！            | 藤井道人 | 38分 |
| 10月28日        | 第2話 | 非情な決断！魂まで奪われた買収劇！            | 藤井道人 | 38分 |
| 11月4日         | 第3話 | 恋の終焉…”社長”の悲しき選択                   | 藤井道人 | 39分 |
| 11月11日        | 第4話 | 底辺の味…仲間、恋、夢全て失った男の末路       | 原廣利   | 36分 |
| 11月18日        | 第5話 | 反撃の狼煙！覚悟を決めた仲間たち、再集結！    | 逢坂元   | 38分 |
| 11月25日        | 第6話 | 新章開幕！投げつけられた10億円の挑戦状！      | 山田卓司 | 39分 |
| 12月2日         | 第7話 | 右腕の決断！会社の未来のために手放した夢      |          |      |
| 12月9日         | 第8話 | 最終決戦！憧れのその先へ…夢はまだ終わらねぇ！ |          |      |